# 김기호 (1960년)
김기호(1960년 ~ )은 대한민국의 텔레비전 드라마 작가이다. 1997년 MBC 《별은 내 가슴에》에서부터 아내인 작가 이선미와 많은 작품을 공동 집필하였는데, 단독 집필인 《발리에서 생긴 일》과 이선미 작가의 단독 집필인 《파일럿》을 제외하고 2012년 《패션왕》까지 총 12편을 공동 집필했다.
《사랑을 그대 품안에》에서는 각본 공동 집필 뿐만 아니라 조연으로 출연도 겸했다.

## 집필 작품

### 텔레비전 드라마
| 연도      | 제목               | 방송사 | 유형          | 연출           | 공동 집필              |
| --------- | ------------------ | ------ | ------------- | -------------- | ---------------------- |
| 2012      | 패션왕             | SBS    | 월화          | 이명우         | 이선미                 |
| 2006      | 무적의 낙하산 요원 | SBS    | 수목          | 이용석, 부성철 | 이선미, 박상희         |
| 2005-2006 | 달콤한 스파이      | MBC    | 월화          | 고동선         | 이선미, 권미경, 전성일 |
| 2005      | 신입사원           | MBC    | 수목          | 한희           | 이선미                 |
| 2004      | 발리에서 생긴 일   | SBS    | 주말 특별기획 | 최문석         | 황성연                 |
| 2003      | 천년지애           | SBS    | 주말 특별기획 | 이관희, 유재혁 | 이선미                 |
| 2002      | 위기의 남자        | MBC    | 월화          | 이관희         | 이선미                 |
| 2000      | 뜨거운 것이 좋아   | MBC    | 월화          | 김남원         | 이선미                 |
| 1999      | 햇빛 속으로        | MBC    | 수목          | 박성수         | 이선미                 |
| 1998      | 내일을 향해 쏴라   | MBC    | 월화          | 정인           | 이선미                 |
| 1997-1998 | 복수혈전           | MBC    | 월화          | 장용우         | 이선미                 |
| 1997      | 별은 내 가슴에     | MBC    | 월화          | 이진석, 이창한 | 이선미                 |
| 1994      | 사랑을 그대 품안에 | MBC    | 월화          | 이진석         | 이선미                 |

## 출연작

### 드라마
- MBC  《사랑을 그대 품안에》 ... 이치한(이진주의 오빠) 역

## 수상 경력
- 2004년 제40회 백상예술대상 TV부문 극본상 - 발리에서 생긴 일

## 같이 보기
- 이선미